# Rancho De La Luna
Rancho De La Luna — студия звукозаписи в Джошуа Три, Калифорния, основанная Фрэдом Дрэйком в 1993. В 1994 Дэйв Кэтчинг стал партнёром Дрэйка. В соответствии с пожеланиями Фрэда, который умер от рака в 2002, группа его друзей вновь открыла Rancho De La Luna. Студией управляли Энтони Скотт Мэйсон, Тед Куинн, Дин Чемберлен, Билли Байзау и Фред Берк; сейчас Ранчо совмещает в себе студию и дом Кэтчинга, где он готовит для групп и разрешает им оставаться неделями для записи.

## О студии
Помещение было от пола до потолка забито этим удивительным оборудованием, которое Фред купил на встречах по обмену, наполнено старыми клавишными и органами и несколькими усилителями. Маленькие огоньки везде. Ложиться спать было 30-минутным событием, потому что вы должны были выключить здание — Джош Хомме

### Оборудование
- FOSTEX модель E 16 1/2" 16 (катушечные)
- Audiotronics подель №501
- Soundcraft Series 600

Часто музыканты пользуются своими инструментами при записи. 

## Исполнители
- Arctic Monkeys
- Brazzaville
- Babylonian Tiles
- Bingo's Dream Band
- Congo Norvell
- Dig Your Own Cactus
- Eagles of Death Metal
- earthlings?
- Fu Manchu
- Kyuss
- Masters of Reality
- Midget Handjob
- Misdemeanor
- Nebula
- Queens of the Stone Age
- Smith & Pyle
- Sparta
- Speedbuggy
- The Desert Sessions
- The Duke Spirit
- The Eighties Matchbox B-Line Disaster
- The Giraffes
- The Mystery Band
- Twilight Singers
- UNKLE

- Вик Чеснатт
- Виктория Уильямс
- Даниэль Ланоис
- Дэйв Грол
- Кит Моррис
- Лиза Марр
- Марк Ланеган
- PJ Harvey
- Фрэд Дрэйк
- Hulk